# Зумаја
Зумаја је град у баскијској покрајини Гипуско. Налази се 25 километара западно од града Сан Себастијана.
Обала Зумаиа је геолошки интересантна због стена флиша.

## Становништво
На основу пописа становништва из 2005. године, град је имао 8744 становника.

## Привреда
Основна делатност је туризам, због атрактивне обале и продавница.